# 小沢三千雄
小沢 三千雄（おざわ みちお、1910年10月23日 - 2006年2月6日）は、日本の元松川事件特別弁護人、元松川事件対策協議会事務局長。
秋田県平鹿郡雄物川町（現・横手市）の医師の次男。妻、尊子との間に二男一女を儲ける。長男は元千葉県松戸市議会議員の小沢暁民。
横手中学時代に文学サークル「幌馬車」を通じて社会主義に目ざめ、戦前は小作争議の指導者として知られた。
第二次世界大戦前から農民運動や社会運動などに関わり、戦後は秋田県の日本共産党幹部として労働運動に関わった。1949年（昭和24年）8月に福島県の東北本線松川駅付近で発生した列車転覆事故、いわゆる松川事件では、国鉄労働組合や東芝労組組合員の日本共産党員20名が逮捕。捜査当局による強引な取調べにより虚偽の自白を迫られた。これに対して弁護士資格を持たなかったものの特別弁護人として被告弁護団の事務を担当。証人探しや公判記録の書き写しに加えて最終弁論なども行なった。1950年（昭和25年）の一審福島地方裁判所判決では5人が死刑、15名が無期懲役から3年余の懲役刑の判決を受け、二審の仙台高等裁判所でも有罪判決が出るが、被告逮捕から14年後の最高裁判所判決で被告全員の無罪を勝ち取った。
1979年（昭和54年）に、自費出版による著書『勝利のための統一の心―松川運動から学ぶ―』の配布を理由に日本共産党を除名となる。

## 主要著作
- 勝利のための統一の心：松川運動から学ぶ（1979年、自家本）
- 秋田県社会運動の百年 : その人と年表（1977、自家本、1978、みしま書房）
- 万骨のつめあと : 秋田から松川事件まで（1974、暁民社）